# 竹村美緒
竹村 美緒（たけむら みお、1989年〈平成元年〉1月19日 - ）は、日本のタレント、元グラビアアイドル。

## 経歴
滋賀県出身。オフィスキイワード所属。
かつてはヴィズミックのファンタスター事業部に所属し、2009年よりグラビアモデルとして活動していたほか、アイドルユニット「ファンタ☆ピース」のメンバーとしても活動していた。
2011年にはラジオ大阪の『日曜競馬完全中継OBCドラマティック競馬』にレギュラーメンバーとして出演。エフエム滋賀（e-radio）の3番組「キャッチ！」「Word to the future」「Trunk!」にパーソナリティとして出演している、2014年から2017年までオリックス・バファローズのスタジアム・アシスタントMCを担当していた。2019年からは『J SPORTS STADIUM 野球好き』のバファローズ主催試合でリポーターを担当している。